# Triathlon aux Jeux olympiques d'été de 2024
Navigation
Tokyo 2020 Los Angeles 2028
Les épreuves de triathlon aux Jeux olympiques d'été de 2024 se déroulent dans le centre de Paris avec un départ pont Alexandre-III. C'est la septième fois que le triathlon fait partie des disciplines olympiques des jeux d'été. Trois épreuves, deux en individuel et une en relais mixte, se tiennent les 30 et 31 juillet et le 5 août 2024.

## Format et site

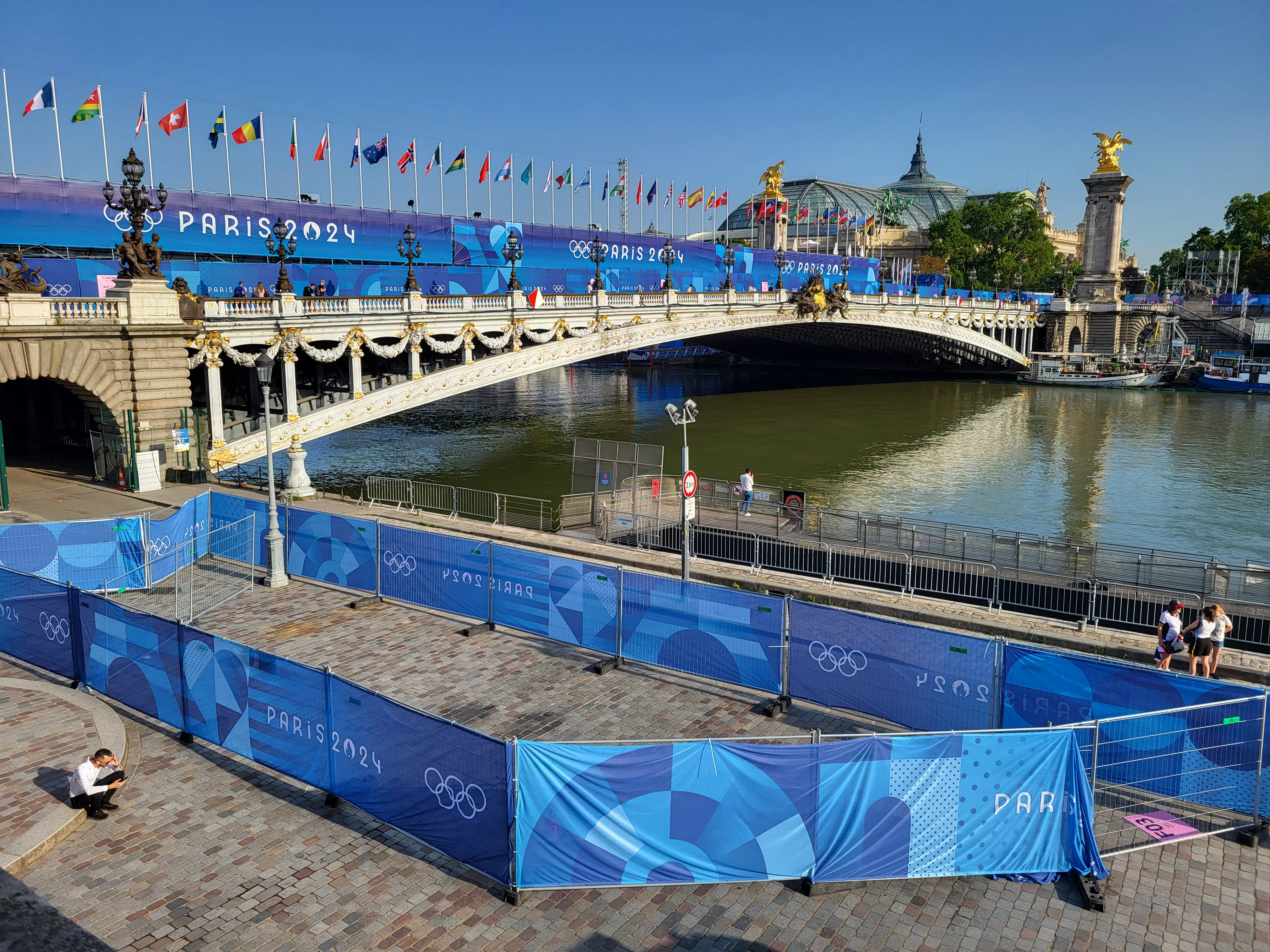
Paris 2024 - Pont Alexandre III.

Le format du triathlon, retenu pour les épreuves olympiques féminines et masculines, fait enchaîner aux athlètes 1 500 m de natation, 40 km à vélo, et pour finir 10 km de course à pied. Le départ, l'arrivée et les deux zones de transition sont situés au niveau du pont Alexandre III. 
La partie natation s'effectue dans la Seine avec un départ sur des pontons installés à proximité du pont Alexandre-III. Le départ était initialement prévu au début au niveau du Pont d'Iéna mais le comité d'organisation a décidé par la suite d'y installer la cérémonie d'ouverture. La proposition d'utiliser la Seine est faite par la maire Anne Hidalgo dès 2015. Le parcours de la partie cyclisme constitue une boucle, reproduite sept fois, passant par le Grand Palais, l'avenue des Champs-Elysées, l'avenue Montaigne, le quai d'Orsay, le boulevard Saint-Germainet et la rue du Bac. Le parcours de la course à pied constitue une boucle reproduite quatre fois, empruntant une partie du trajet déjà traversé à vélo. 
En relais mixte, deux hommes et deux femmes par équipe parcourent un tracé semblable à celui des épreuves individuelles, mais sur des boucles plus petites : 300 m de natation, 5,8 km de cyclisme et 1,8 km de course à pied par athlète.
Un événement test est organisé du 17 au 20 août 2023. Cet événement regroupe des courses suivant un tracé similaire à celui retenu pour les jeux olympiques et paralympiques ayant lieu un an plus tard. Les premières courses ont pu se tenir normalement dans la Seine, mais les épreuves en relais mixte et de paratriathlon ont dû être transformées en duathlon en raison de la mauvaise qualité de l'eau. Cela serait lié au dysfonctionnement d'une vanne du réseau d'assainissement situé en amont du site.
Rénovée pour les Jeux, la piscine Georges-Vallerey est retenue comme site d'entraînement pour les triathlètes.

## Programme
Les épreuves en individuel sont différenciées et se déroulent selon les mêmes règles et le même format.
Toutes les heures correspondent à l'UTC+2
| Course       | Date                | Heure de départ |
| ------------ | ------------------- | --------------- |
| Femmes       | Mercredi 31 juillet | 08 h 00         |
| Hommes       | Mercredi 31 juillet | 10 h 45         |
| Relais mixte | Lundi 5 août        | 08 h 00         |

## Qualification
La période de qualification se déploie du 27 mai 2022 au 27 mai 2024 selon des règles établies par la Comité international olympique (CIO) et la Fédération internationale de triathlon (World Triathlon). Au total, 110 triathlètes, 55 pour chaque sexe sont sélectionnés et obtiennent un dossard olympique. Un maximum de trois dossards par sexe pour chaque Comité national olympique est attribuable.
Les quotas de qualifications ne sont pas individuels, mais attribué aux comités nationaux olympiques.
| Mode de qualification                                                                         | Date                    | Lieu                    | Places (par sexe) | Qualifiés                                                    | Qualifiés                                                    |
| Mode de qualification                                                                         | Date                    | Lieu                    | Places (par sexe) | Hommes                                                       | Femmes                                                       |
| --------------------------------------------------------------------------------------------- | ----------------------- | ----------------------- | ----------------- | ------------------------------------------------------------ | ------------------------------------------------------------ |
| Qualification via les épreuves mixtes                                                         |                         |                         |                   |                                                              |                                                              |
| Quota du pays hôte                                                                            | Quota du pays hôte      | Quota du pays hôte      | 2                 | France                                                       | France                                                       |
| Championnats du monde de relais mixte 2022                                                    | 26 juin 2022            | Montréal, Canada        | 2                 | Royaume-Uni                                                  | Royaume-Uni                                                  |
| Championnats du monde de relais mixte 2023                                                    | 15-16 juillet 2023      | Hambourg, Allemagne     | 2                 | Allemagne                                                    | Allemagne                                                    |
| Classement World Triathlon                                                                    | 25 mars 2024            | NC                      | 12                | Australie Italie Nouvelle-Zélande Portugal Suisse États-Unis | Australie Italie Nouvelle-Zélande Portugal Suisse États-Unis |
| Épreuve de qualification olympique de relais mixte                                            | 17 mai 2024             | Huatulco                | 2                 |                                                              |                                                              |
| Qualification via les épreuves individuelles                                                  |                         |                         |                   |                                                              |                                                              |
| Classement World Triathlon                                                                    | 27 mai 2024             | NC                      | 26                |                                                              |                                                              |
| Classement World Triathlon par continent ordre 1.Afrique 2.Amérique 3.Asie 4.Europe 4.Océanie | 27 mai 2024             | NC                      | 5                 |                                                              |                                                              |
| Invitations tripartites                                                                       | Invitations tripartites | Invitations tripartites | 2                 |                                                              |                                                              |

## Courses olympiques

### Femmes

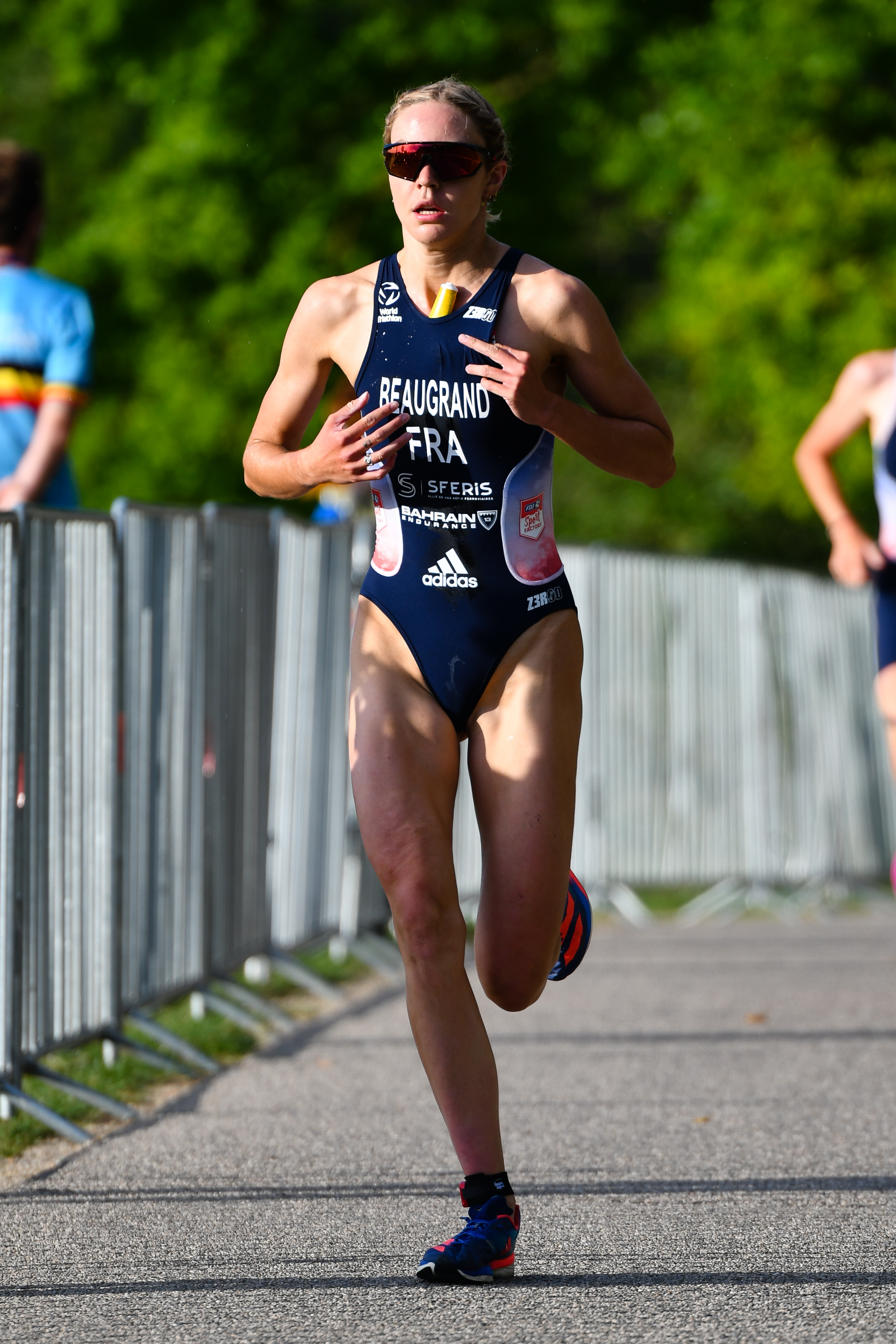
Cassandre Beaugrand en 2022.

La compétition est lancée sur un parcours natation dans la Seine ou un courant impose aux triathlètes la recherche d'une trajectoire efficace pour réduire la difficulté de l'épreuve. En nageant au plus près des bouées et des berges, à l'image de la tenante du titre, la Bermudienne Flora Duffy, absente des circuits depuis 18 mois pour blessure et qui ne semble pas avoir renoncé à un second titre olympique. Sortie en tête de l'eau, la tenante du titre accomplie le premier tour du circuit vélo en solo, avant d'être reprise par un groupe de chasse, composé des favorites. Les Britanniques Beth Potter et Georgia Taylor-Brown, la Suissesse Julie Derron, la Néerlandaise Maya Kingma, l'Américaine Taylor Spivey, l'Allemande Lisa Tertsch et les deux françaises Emma Lombardi et Cassandre Beaugrand. Le parcours rendu glissant par un orage précédant la course, comportant pavés et bandes blanches causent plusieurs chutent sans gravité, mais annihilant les espoirs de la Luxembourgeoise Jeanne Lehair ou la Française Léonie Périault déjà sortie de l’eau avec deux minutes de retard sur le groupe de têtes. L'Américaine Taylor Knibb et la Britannique Kate Waugh également distancée durant la partie natation, tentent de combler l'écart d'une minute avec le groupe de têtes sans succès. Flora Duffy toujours combative s'allie dans le dernier tour pour tenter de s'extraire du groupe des neuf meneuses de courses, sans y parvenir,.
L'arrivée à la seconde transition des neufs triathlètes commence l'épreuve de course à pied sur un rythme très élevé. Taylor Spivey et Georgia Taylor-Brown sont les premières compétitrices à lâcher le groupe, suivit des deux allemandes Lisa Tertsch et Laura Lindemann. Le train est imposé par un quatuor de tête des meilleures coureuses du circuit qui préfigure du podium olympique. Le tempo est donné par Julie Derron, entrainé par Brett Sutton qui se maintient en tête du quatuor, à un rythme soutenu. Emma Lombardi restant à l'abri du groupe, Beth Potter et Cassandre Beaugrand restant dans le sillage de la Suissesse. Dans le dernier tour, Cassandre Beaugrand tente une attaque sur la tête de course et parvient à distancer ses trois concurrentes. Soutenant son rythme durant les 1 500 mètres, qu'elle qualifie à l'issue de l'épreuve de « 1 500 mètres les plus durs de sa vie », elle franchit la ligne d'arrivée en vainqueur, remportant le titre de championne olympique de triathlon. Elle offre au triathlon français et à la France le premier titre olympique en valide et individuel de son histoire. Julie Derron, prend la seconde place sur le podium et la médaille d'argent, Beth Potter celle de bronze. Emma Lombardi finit en 4e position pour sa première olympiade, la tenante du titre Flora Duffy se place à la 5e position du classement,.

### Hommes

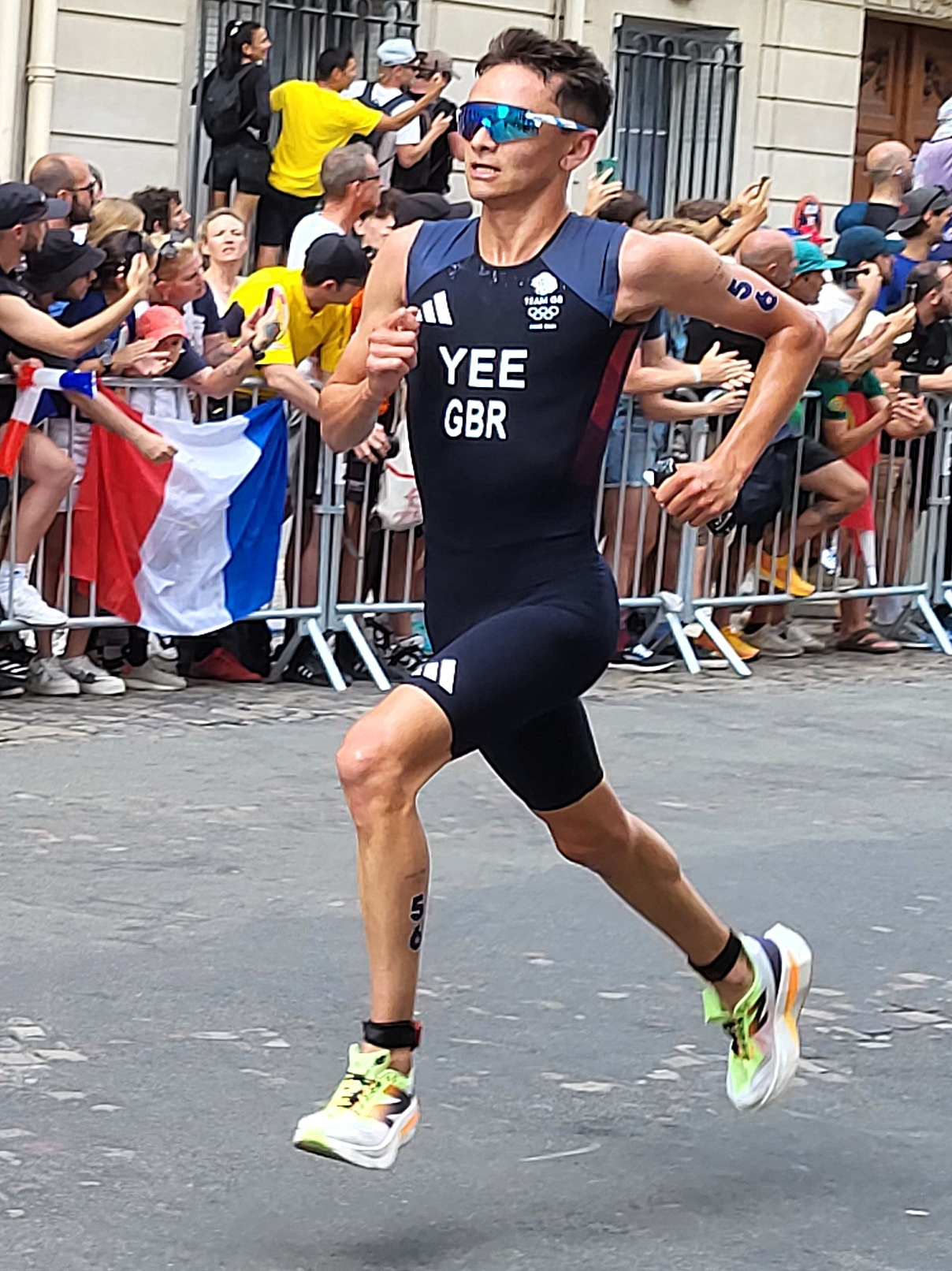
Alex Yee Paris 2024

Reprogrammé à la suite de la course féminine pour cause de qualité de l'eau insuffisante, les 55 triathlètes masculins s'élancent dans la compétition dans une Seine ou le courant étire rapidement le peloton des nageurs. À la marque des 900 mètres les écarts entre les favoris se creusent, le tenant du titre le Norvégien Kristian Blummenfelt champion en titre, est à 16 secondes de la tête de course. La seconde boucle après une sortie « à l'australienne », plus courte, est tout aussi rapide dans la descente de la Seine, étirant davantage la course, l'Italien Alessio Crociani signant le meilleur temps natation en 20 min 10 s suivit du Sud-Africain Henri Schoeman, de l'Australien Matthew Hauser et du Français Dorian Coninx. Le Britannique Alex Yee et le Français Léo Bergère perdant un peu de temps dans cette dernière partie de natation. Kristian Blummenfelt et un des favoris pour le titre, l'Australien Hayden Wilde sortent à 42 secondes du groupe de têtes pour parvenir à la première transition,.
La densité et le niveau élevé des compétiteurs ne permet pas de créer de grands écarts durant la partie vélo. Un premier groupe de 20 triathlètes se forme avec les principaux favoris de la compétition à l'exception du tenant du titre et de Hayden Wilde. Placé en groupe de chasse du peloton de tête, il collabore pour opérer une jonction avec la tête de course à mi-parcours des 40 km de la section vélo. Le groupe de têtes formé dès lors de 32 coureurs arrive à la seconde transition pour une épreuve de course à pied finale. Alex Yee et Hayden Wilde sont les plus rapides à sortir de la transition. Lancé à leur poursuite, un groupe composé des Français Léo Bergère et Pierre Le Corre, des Canadiens Tyler Mislawchuk et Charles Paquet, des Norvegiens Kristian Blummenfelt et Vetle Bergsvik Thorn et du Portugais Ricardo Batista se situe à 13 secondes des deux meneurs. Au second tour du circuit pédestre, Hayden Wilde devance Alex Yee qui cède du temps sur le groupe de poursuivants. Groupe qui s'est scindé en deux groupes distincts, le premier formé par le duo français, Pierre Le Corre et Léo Bergère, avec neuf secondes d'avance sur le second groupe et sept de retard sur Alex Yee,.
Au dernier tour de course, le duo français ne parvient toujours pas à réduire l’écart avec Alex Yee qui creuse de nouveau l'écart à 16 secondes sur ces deux poursuivants, mais qui est toujours en retard de 14 secondes sur Hayden Wilde. La course semble jouée pour Hayden Wilde qui pense avoir suffisamment distancé le Britannique pour monter sur la première marche du podium. Cependant, dans le dernier kilomètre et dans une accélération fulgurante, le Britannique entame une remontée sur l’Australien, le rejoint et le dépasse dans l'ultime segment de la course. L'Australien peut seulement constater la supériorité du Britannique, qui passe la ligne d'arrivée en vainqueur avec six secondes d'avance. La médaille de bronze se joue entre les deux Français qui ont collaboré pour distancer leurs poursuivants et pour une explication finale au sprint qui donne le meilleur à Léo Bergère. Le Français procurant un second titre olympique au triathlon français. Pierre Le Corre prend la 4e place. Le tenant du titre Kristian Blummenfelt finit en 12e position,.

### Relais mixte
15 nations participent à ce relais mixte après l'abandon de l'équipe belge.
Lors du premier relais, Alberto Gonzalez Garcia sort en tête de la natation avec huit secondes d'avance. Lors de la partie vélo, après le regroupement des triathlètes, le Néo-Zélandais, Hayden Wilde chute lors d'un virage et entraîne dans sa chute le Français Pierre Le Corre. Hayden Wilde reprend rapidement la course, mais Pierre Le Corre dont la chaîne a déraillé termine son relais avec 43 secondes de retard sur la tête de la course. Alexander Yee et Tim Hellwig terminent en tête de ce relais.
La britannique Georgia Taylor-Brown commence son relai avec quatre secondes d'avance sur l'Allemande Lisa Tertsch. Le groupe de chasse se situant à 15 seconde, la Néo-Zélandaise Nicole van der Kaay (en) se situe à 30 secondes de la tête et la française Emma Lombardi à 40 secondes. Georgia Taylor-Brown maintient son avance jusqu'à la course à pied, mais Lisa Tertsch réussit après une course à pied remarquable à la dépasser juste avant la zone de relais. La suissesse Julie Derron pointe à seulement cinq secondes du duo de tête et 20 secondes séparent la 11ᵉ de la 1ʳᵉ place. 
Lors du troisième relais, le Britannique Samuel Dickinson et l'Allemand Lasse Lührs se détachent rapidement et posent le vélo avec 17 secondes d'avance. Samuel Dickinson lâche Lasse Luhrs lors de la course à pied et passe le relais avec cinq secondes d'avance sur l'Allemand et 13 sur le groupe de chasse composé du Portugais Vasco Vilaça, de l'Américain Morgan Pearson et de l'Italien Alessio Crociani.
À la fin de la natation du dernier relais, Beth Potter gagne deux secondes sur sa poursuivante directe, Laura Lindemann. Taylor Knibb sortie troisième de la natation à 23 secondes de Potter et 12 secondes de Lindemann réussit un vélo impressionnant pour remonter à hauteur du duo de tête. Cassandre Beaugrand la française commence le relais en 10ᵉ position et pose le vélo en 8ᵉ position. La course à pied est décisive dans ce dernier relais. Taylor Knibb prend la tête du trio de tête jusqu'à la fin du premier tour puis Laura Lindemann prend la tête. Les trois concurrentes abordent le sprint final côte à côte,. L'Allemande Laura Lindemann remporte la course au sprint devant Taylor Knibb et Beth Potter départagée par une photo de fin. La Française Cassandre Beaugrand réussit une remontée impressionnante durant la course à pied et termine à la quatrième place à 1 min 7 s de la tête de course.

## Faits marquants
L'épreuve individuelle masculine initialement prévue le 30 juillet est reportée le 31 juillet en raison de la qualité de l'eau de la Seine.
La triathlète Claire Michel aurait été infectée par la bactérie E. coli lors de l'épreuve individuelle féminine, ce qui conduit selon l'information fournie par plusieurs médias à son hospitalisation. Toutefois, le Comité olympique et interfédéral belge (COIB), précise, dans le journal d'information en ligne 7/7, que la triathlète n'a pas été hospitalisée durant quatre jours. Après un passage à la polyclinique du village olympique, elle rejoint sa chambre le jour même, Claire Michel souffrant de douleurs gastriques. L'équipe Belge Les Belgian Hammers déclare forfait pour l'épreuve de triathlon en relais mixte dont la partie natation se déroule également dans la Seine. La ministre des Sports française, Amélie Oudéa-Castéra qualifie dans une intervention publique, l'information sur une hospitalisation, comme fausse. Soulignant qu'un lien entre la maladie de la triathlète et sa baignade dans la Seine, n'était pas établie et demande au COIB de clarifier la situation. Affirmant que ce jour-là, la qualité de l'eau était bonne, cette qualité au jour de la compétition n'étant pas la seule cause possible selon le professeur Alban le Monnier, chef du service de microbiologie clinique à l’hôpital Saint-Joseph de Paris. Enfin, la triathlète belge pour clarifier les faits, confirme qu'elle n'a pas été contaminée par la bactérie E.Coli durant la natation dans la Seine, ses analyses sanguines démontrant une infection virale sans rapport avec la bactérie annoncée,.

## Podiums
| Épreuves          | Or                                                                    | Or              | Argent                                                                 | Argent          | Bronze                                                                         | Bronze          |
| ----------------- | --------------------------------------------------------------------- | --------------- | ---------------------------------------------------------------------- | --------------- | ------------------------------------------------------------------------------ | --------------- |
| Individuel hommes | Alex Yee (GBR)                                                        | 1 h 43 min 33 s | Hayden Wilde (NZL)                                                     | 1 h 43 min 39 s | Léo Bergère (FRA)                                                              | 1 h 43 min 43 s |
| Individuel femmes | Cassandre Beaugrand (FRA)                                             | 1 h 54 min 55 s | Julie Derron (SUI)                                                     | 1 h 55 min 1 s  | Beth Potter (GBR)                                                              | 1 h 55 min 10 s |
| Relais mixte      | Allemagne- Tim Hellwig - Lisa Tertsch - Lasse Lührs - Laura Lindemann | 1 h 25 min 29 s | États-Unis- Seth Rider - Taylor Spivey - Morgan Pearson - Taylor Knibb | 1 h 25 min 30 s | Grande-Bretagne- Alex Yee - Georgia Taylor-Brown - Sam Dickinson - Beth Potter | 1 h 25 min 30 s |

## Résultats complets
Les tableaux présentent les résultats détaillés des épreuves de triathlon. Les huit premiers sont diplômés olympiques.

### Classement hommes
| Place                               | Triathlète              | Pays             | Natation (1,5 km) | Transition 1 | Vélo (40 km) | Transition 2 | Course (10 km) | Total           | Écart  |
| ----------------------------------- | ----------------------- | ---------------- | ----------------- | ------------ | ------------ | ------------ | -------------- | --------------- | ------ |
| Médaille d'or, Jeux olympiques      | Alex Yee                | Grande-Bretagne  | 20 min 37 s       | 50 s         | 51 min 57 s  | 22 s         | 29 min 47 s    | 1 h 43 min 33 s |        |
| Médaille d'argent, Jeux olympiques  | Hayden Wilde            | Nouvelle-Zélande | 21 min 13 s       | 50 s         | 51 min 20 s  | 27 s         | 29 min 49 s    | 1 h 43 min 39 s | + 0:06 |
| Médaille de bronze, Jeux olympiques | Léo Bergère             | France           | 20 min 37 s       | 50 s         | 51 min 55 s  | 25 s         | 29 min 55 s    | 1 h 43 min 43 s | + 0:10 |
| 4                                   | Pierre Le Corre         | France           | 20 min 20 s       | 51 s         | 52 min 14 s  | 25 s         | 30 min 1 s     | 1 h 43 min 51 s | + 0:18 |
| 5                                   | Vasco Vilaça            | Portugal         | 21 min 3 s        | 52 s         | 51 min 30 s  | 27 s         | 30 min 34 s    | 1 h 43 min 56 s | + 0:24 |
| 6                                   | Ricardo Batista         | Portugal         | 21 min 10 s       | 46 s         | 51 min 29 s  | 27 s         | 30 min 6 s     | 1 h 43 min 58 s | + 0:26 |
| 7                                   | Matthew Hauser          | Australie        | 20 min 14 s       | 49 s         | 52 min 26 s  | 24 s         | 30 min 24 s    | 1 h 44 min 17 s | + 0:45 |
| 8                                   | Alberto González García | Espagne          | 20 min 23 s       | 46 s         | 52 min 15 s  | 22 s         | 30 min 36 s    | 1 h 44 min 22 s | + 0:50 |

| Place | Pays             | Triathlète                   | Temps           |
| ----- | ---------------- | ---------------------------- | --------------- |
| 9     | Canada           | Tyler Mislawchuk             | 1 h 44 min 25 s |
| 10    | Brésil           | Miguel Hidalgo               | 1 h 44 min 27 s |
| 11    | Hongrie          | Csongor Lehmann              | 1 h 44 min 27 s |
| 12    | Norvège          | Kristian Blummenfelt         | 1 h 44 min 27 s |
| 13    | Canada           | Charles Paquet               | 1 h 44 min 37 s |
| 14    | Italie           | Gianluca Pozzatti            | 1 h 44 min 41 s |
| 15    | Japon            | Kenji Nener                  | 1 h 45 min 2 s  |
| 16    | Hongrie          | Bence Bicsák                 | 1 h 45 min 14 s |
| 17    | Norvège          | Vetle Bergsvik Thorn         | 1 h 45 min 21 s |
| 18    | Allemagne        | Tim Hellwig                  | 1 h 45 min 29 s |
| 19    | Nouvelle-Zélande | Dylan McCullough             | 1 h 45 min 35 s |
| 20    | Afrique du Sud   | Henri Schoeman               | 1 h 45 min 53 s |
| 21    | Allemagne        | Lasse Lührs                  | 1 h 45 min 56 s |
| 22    | Belgique         | Marten Van Riel              | 1 h 46 min 11 s |
| 23    | Autriche         | Alois Knabl                  | 1 h 46 min 23 s |
| 24    | Allemagne        | Jonas Schomburg              | 1 h 46 min 26 s |
| 25    | Afrique du Sud   | Jamie Riddle                 | 1 h 47 min 15 s |
| 26    | Pays-Bas         | Mitch Kolkman                | 1 h 47 min 21 s |
| 27    | France           | Dorian Coninx                | 1 h 47 min 37 s |
| 28    | Chili            | Diego Moya                   | 1 h 47 min 47 s |
| 29    | États-Unis       | Seth Rider                   | 1 h 47 min 53 s |
| 30    | Italie           | Alessio Crociani             | 1 h 48 min 19 s |
| 31    | États-Unis       | Morgan Pearson               | 1 h 48 min 26 s |
| 32    | Espagne          | Antonio Serrat Seoane        | 1 h 48 min 42 s |
| 33    | Autriche         | Tjebbe Kaindl                | 1 h 49 min 1 s  |
| 34    | Barbade          | Matthew Wright               | 1 h 49 min 18 s |
| 35    | Danemark         | Emil Holm                    | 1 h 49 min 21 s |
| 36    | Espagne          | Roberto Sánchez Mantecón     | 1 h 49 min 29 s |
| 37    | Israël           | Shachar Sagiv                | 1 h 49 min 32 s |
| 38    | Chili            | Gaspar Riveros               | 1 h 49 min 48 s |
| 39    | Mexique          | Crisanto Grajales            | 1 h 50 min 2 s  |
| 40    | Suisse           | Max Studer                   | 1 h 50 min 7 s  |
| 41    | Japon            | Makoto Odakura               | 1 h 50 min 15 s |
| 42    | Belgique         | Jelle Geens                  | 1 h 50 min 35 s |
| 43    | Azerbaïdjan      | Rostislav Pevtsov            | 1 h 50 min 36 s |
| 44    | Pays-Bas         | Richard Murray               | 1 h 50 min 55 s |
| 45    | Brésil           | Manoel Messias               | 1 h 51 min 0 s  |
| 46    | Australie        | Luke Willian                 | 1 h 51 min 13 s |
| 47    | Mexique          | Aram Michell Peñaflor Moysen | 1 h 51 min 46 s |
| 48    | Bermudes         | Tyler Smith                  | 1 h 51 min 59 s |
| 49    | Suisse           | Adrien Briffod               | 1 h 52 min 21 s |
| 50    | Roumanie         | Felix Duchampt               | 1 h 56 min 0 s  |
|       | Hong Kong        | Jason Tai Long Ng            | DNF             |
|       | Royaume-Uni      | Samuel Dickinson             | DNF             |
|       | Maurice          | Jean Gael Laurent L`entete   | DNF             |
|       | Maroc            | Jawad Abdelmoula             | DNF             |
|       | Togo             | Eloi Adjavon                 | DNF             |

### Classement femmes
| Place                               | Triathlète           | Pays            | Natation (1,5 km) | Transition 1 | Vélo (40 km) | Transition 2 | Course (10 km) | Total           | Écart  |
| ----------------------------------- | -------------------- | --------------- | ----------------- | ------------ | ------------ | ------------ | -------------- | --------------- | ------ |
| Médaille d'or, Jeux olympiques      | Cassandre Beaugrand  | France          | 22 min 32 s       | 53 s         | 58 min 20 s  | 28 s         | 32 min 42 s    | 1 h 54 min 55 s |        |
| Médaille d'argent, Jeux olympiques  | Julie Derron         | Suisse          | 22 min 51 s       | 54 s         | 57 min 58 s  | 27 s         | 32 min 51 s    | 1 h 55 min 1 s  | + 0:06 |
| Médaille de bronze, Jeux olympiques | Beth Potter          | Grande-Bretagne | 22 min 25 s       | 54 s         | 58 min 26 s  | 26 s         | 32 min 59 s    | 1 h 55 min 10 s | + 0:15 |
| 4                                   | Emma Lombardi        | France          | 22 min 36 s       | 56 s         | 58 min 12 s  | 27 s         | 33 min 5 s     | 1 h 55 min 16 s | + 0:21 |
| 5                                   | Flora Duffy          | Bermudes        | 22 min 5 s        | 56 s         | 58 min 44 s  | 28 s         | 33 min 59 s    | 1 h 56 min 12 s | + 1:17 |
| 6                                   | Georgia Taylor-Brown | Grande-Bretagne | 22 min 41 s       | 53 s         | 58 min 12 s  | 29 s         | 34 min 20 s    | 1 h 56 min 35 s | + 1:40 |
| 7                                   | Maya Kingma          | Pays-Bas        | 22 min 20 s       | 59 s         | 58 min 25 s  | 27 s         | 34 min 42 s    | 1 h 56 min 53 s | + 1:58 |
| 8                                   | Laura Lindemann      | Allemagne       | 22 min 48 s       | 40 s         | 59 min 7 s   | 31 s         | 33 min 42 s    | 1 h 57 min 1 s  | + 2:06 |

| Place      | Pays                | Triathlète               | Temps           |
| ---------- | ------------------- | ------------------------ | --------------- |
| 9          | Allemagne           | Lisa Tertsch             | 1 h 57 min 3 s  |
| 10         | États-Unis          | Taylor Spivey            | 1 h 57 min 11 s |
| 11         | Portugal            | Maria Tomé               | 1 h 57 min 13 s |
| 12         | Allemagne           | Nina Eim                 | 1 h 57 min 13 s |
| 13         | Pologne             | Roksana Słupek           | 1 h 57 min 16 s |
| 14         | Pays-Bas            | Rachel Klamer            | 1 h 57 min 39 s |
| 15         | Grande-Bretagne     | Kate Waugh               | 1 h 57 min 48 s |
| 16         | Italie              | Alice Betto              | 1 h 57 min 56 s |
| 17         | Espagne             | Anna Godoy Contreras     | 1 h 58 min 13 s |
| 18         | Mexique             | Rosa Maria Tapia Vidal   | 1 h 58 min 29 s |
| 19         | États-Unis          | Taylor Knibb             | 1 h 58 min 37 s |
| 20         | Brésil              | Djenyfer Arnold          | 1 h 58 min 45 s |
| 21         | Australie           | Sophie Linn              | 1 h 58 min 52 s |
| 22         | Italie              | Bianca Seregni           | 1 h 59 min 11 s |
| 23         | Suède               | Tilda Månsson            | 1 h 59 min 22 s |
| 24         | Belgique            | Jolien Vermeylen         | 1 h 59 min 44 s |
| 25         | Brésil              | Vittória Lopes           | 2 h 0 min 10 s  |
| 26         | Hongrie             | Zsanett Bragmayer        | 2 h 0 min 24 s  |
| 27         | France              | Léonie Périault          | 2 h 0 min 40 s  |
| 28         | Chine               | Lin Xinyu                | 2 h 0 min 50 s  |
| 29         | Tchéquie            | Petra Kuříková           | 2 h 1 min 2 s   |
| 30         | Mexique             | Lizeth Rueda Santos      | 2 h 1 min 18 s  |
| 31         | Nouvelle-Zélande    | Nicole van der Kaay      | 2 h 1 min 33 s  |
| 32         | Autriche            | Julia Hauser             | 2 h 1 min 44 s  |
| 33         | Espagne             | Miriam Casillas García   | 2 h 1 min 46 s  |
| 34         | Équateur            | Elizabeth Bravo          | 2 h 1 min 49 s  |
| 35         | Canada              | Emy Legault              | 2 h 1 min 54 s  |
| 36         | Danemark            | Alberte Kjær Pedersen    | 2 h 2 min 2 s   |
| 37         | Colombie            | Maria Carolina Velasquez | 2 h 2 min 13 s  |
| 38         | Belgique            | Claire Michel            | 2 h 2 min 22 s  |
| 39         | Italie              | Verena Steinhauser       | 2 h 2 min 35 s  |
| 40         | Japon               | Yuko Takahashi           | 2 h 2 min 42 s  |
| 42         | Bermudes            | Erica Hawley             | 2 h 2 min 55 s  |
| 43         | Australie           | Natalie van Coevorden    | 2 h 3 min 1 s   |
| 44         | Suisse              | Cathia Schär             | 2 h 3 min 28 s  |
| 45         | Portugal            | Melanie Santos           | 2 h 3 min 48 s  |
| 46         | Afrique du Sud      | Vicky van der Merwe      | 2 h 5 min 16 s  |
| 47         | Argentine           | Romina Biagioli          | 2 h 5 min 36 s  |
| 48         | Norvège             | Solveig Løvseth          | 2 h 5 min 49 s  |
| 49         | États-Unis          | Kirsten Kasper           | 2 h 6 min 38 s  |
| 50         | Autriche            | Lisa Perterer            | 2 h 7 min 27 s  |
| 51         | Islande             | Edda Hannesdóttir        | 2 h 10 min 46 s |
|            | Norvège             | Lotte Miller             | DNF             |
| Luxembourg | Jeanne Lehair       |                          | DNF             |
| Kazakhstan | Ekaterina Shabalina |                          | DNF             |
| Guam       | Manami Iijima       |                          | DNF             |

### Classement relais mixte
| Place                               | Pays            | Triathlètes                                                       | Natation (300 m)                            | Transition 1                               | Vélo (8 km)                                   | Transition 2                                | Course (2 km)                               | Total (athlète)                                 | Total (équipe)  | Écart       |
| ----------------------------------- | --------------- | ----------------------------------------------------------------- | ------------------------------------------- | ------------------------------------------ | --------------------------------------------- | ------------------------------------------- | ------------------------------------------- | ----------------------------------------------- | --------------- | ----------- |
| Médaille d'or, Jeux olympiques      | Allemagne       | Tim Hellwig Lisa Tertsch Lasse Lührs Laura Lindemann              | 4 min 9 s 4 min 58 s 4 min 25 s 4 min 55 s  | 1 min 5 s 1 min 6 s 1 min 0 s 1 min 10 s   | 9 min 40 s 10 min 47 s 9 min 33 s 10 min 20 s | 23 s 26 s 25 s 29 s                         | 4 min 49 s 5 min 24 s 5 min 1 s 5 min 34 s  | 20 min 6 s 22 min 41 s 20 min 24 s 22 min 28 s  | 1 h 25 min 39 s |             |
| Médaille d'argent, Jeux olympiques  | États-Unis      | Seth Rider Taylor Spivey Morgan Pearson Taylor Knibb              | 4 min 9 s 5 min 0 s 4 min 33 s 4 min 50 s   | 1 min 7 s 1 min 12 s 0 min 58 s 1 min 10 s | 9 min 38 s 10 min 25 s 9 min 32 s 10 min 8 s  | 0 min 24 s 0 min 25 s 0 min 24 s 0 min 27 s | 5 min 1 s 5 min 39 s 5 min 0 s 5 min 38 s   | 20 min 19 s 22 min 41 s 20 min 27 s 22 min 13 s | 1 h 25 min 40 s | +1 s        |
| Médaille de bronze, Jeux olympiques | Grande-Bretagne | Alex Yee Georgia Taylor-Brown Samuel Dickinson Beth Potter        | 4 min 13 s 4 min 54 s 4 min 22 s 4 min 53 s | 1 min 4 s 1 min 6 s 1 min 1 s 1 min 6 s    | 9 min 36 s 10 min 40 s 9 min 33 s 10 min 31 s | 0 min 26 s 0 min 27 s 0 min 24 s 0 min 25 s | 4 min 44 s 5 min 38 s 4 min 58 s 5 min 39 s | 20 min 3 s 22 min 45 s 20 min 18 s 22 min 34 s  | 1 h 25 min 40 s | +1 s        |
| 4                                   | France          | Pierre Le Corre Emma Lombardi Léo Bergère Cassandre Beaugrand     | 4 min 11 s 4 min 57 s 4 min 23 s 5 min 13 s | 1 min 4 s 1 min 7 s 1 min 1 s 1 min 8 s    | 10 min 4 s 10 min 50 s 9 min 32 s 10 min 19 s | 0 min 26 s 0 min 26 s 0 min 25 s 0 min 25 s | 4 min 58 s 5 min 39 s 5 min 2 s 5 min 37 s  | 20 min 43 s 22 min 59 s 20 min 23 s 22 min 42 s | 1 h 26 min 47 s | +1 min 6 s  |
| 5                                   | Portugal        | Ricardo Batista Melanie Santos Vasco Vilaça Maria Tomé            |                                             |                                            |                                               |                                             |                                             |                                                 | 1 h 27 min 6 s  | +1 min 27 s |
| 6                                   | Italie          | Gianluca Pozzatti Alice Betto Alessio Crociani Verena Steinhauser |                                             |                                            |                                               |                                             |                                             |                                                 | 1 h 27 min 11 s | +1 min 32 s |
| 7                                   | Suisse          | Max Studer Julie Derron Sylvain Fridelance Cathia Schär           |                                             |                                            |                                               |                                             |                                             |                                                 | 1 h 27 min 16 s | +1 min 37 s |
| 8                                   | Brésil          | Miguel Hidalgo Djenyfer Arnold Manoel Messias Vittória Lopes      |                                             |                                            |                                               |                                             |                                             |                                                 | 1 h 27 min 23 s | +1 min 44 s |

| Place | Pays             | Temps           |
| ----- | ---------------- | --------------- |
| 9     | Espagne          | 1 h 27 min 30 s |
| 10    | Pays-Bas         | 1 h 27 min 37 s |
| 11    | Norvège          | 1 h 27 min 40 s |
| 12    | Australie        | 1 h 28 min 40 s |
| 13    | Mexique          | 1 h 29 min 20 s |
| 14    | Nouvelle-Zélande | 1 h 30 min 23 s |
| 15    | Autriche         | LAP             |

## Tableau des médailles
- Pays organisateur (France)

| Rang  | Nation           | Or | Argent | Bronze | Total |
| ----- | ---------------- | -- | ------ | ------ | ----- |
| 1     | Grande-Bretagne  | 1  | 0      | 2      | 3     |
| 2     | France           | 1  | 0      | 1      | 2     |
| 3     | Allemagne        | 1  | 0      | 0      | 1     |
| 4     | Nouvelle-Zélande | 0  | 1      | 0      | 1     |
| 4     | Suisse           | 0  | 1      | 0      | 1     |
| 4     | États-Unis       | 0  | 1      | 0      | 1     |
| Total | Total            | 3  | 3      | 3      | 9     |